# Resolutie 2412 Veiligheidsraad Verenigde Naties
Resolutie 2412 van de Veiligheidsraad van de Verenigde Naties werd unaniem aangenomen op 23 april 2018. De resolutie verlengde de ondersteuning die de UNISFA-vredesmacht gaf aan het Gezamenlijk Grenstoezichtsmechanisme (JBVMM) in Abyei tussen Soedan en Zuid-Soedan met een half jaar.
Er werd gesteld dat dit de laatste verlenging zou zijn, tenzij de twee betrokken landen een aantal maatregelen namen. In september rapporteerde secretaris-generaal António Guterres dat hiervan weinig terecht was gekomen maar dat het JBVMM van vitaal belang was in de relaties tussen de twee landen. Middels resolutie 2438 werd de ondersteuning opnieuw voorwaardelijk verlengd.

## Standpunten
De verdere ondersteuning van het JBVMM stond al enige tijd ter discussie. De Verenigde Staten vonden dat de "tijdelijke" vredesmacht te lang aansleepte, en verdacht de twee betrokken landen ervan gebruik te maken van de door UNISFA gecreëerde stabiliteit om het oplossen van hun grensgeschil op de lange baan te schuiven.
Secretaris-generaal António Guterres had gerapporteerd dat in de voorbije maanden grote vooruitgang was geboekt in de uitrol van het JBVMM, en raadde daarom aan de ondersteuning nog eens zes maanden te verlengen. Ook Ethiopië en andere leden van de Veiligheidsraad waren die mening toegedaan om de effectiviteit van de missie niet in het gedrang te brengen. Ethiopië was veruit de grootste troepenleverancier en op dat moment tijdelijk lid van de Veiligheidsraad.
Vanwege de lopende discussie was eerder die maand slechts met een kortstondige verlenging ingestemd.

## Achtergrond
Al in de jaren 1950 was het zwarte zuiden van Soedan in opstand gekomen tegen het overheersende Arabische noorden. De vondst van aardolie in het zuiden maakte het conflict er enkel maar moeilijker op. In 2002 kwam er een staakt-het-vuren en werden afspraken gemaakt over de verdeling van de olie-inkomsten. Verschillende rebellengroepen waren hiermee niet tevreden en in 2003 ontstond het conflict in Darfur tussen deze rebellen en de door de regering gesteunde janjaweed-milities. Die laatsten gingen over tot etnische zuiveringen. In de daaropvolgende jaren werden in Darfur grove mensenrechtenschendingen gepleegd, waardoor miljoenen mensen op de vlucht sloegen.
In februari 2011 stemde een overgrote meerderheid van de inwoners van Zuid-Soedan in een referendum voor onafhankelijkheid. De regio Abyei, die tussen Noord- en Zuid-Soedan lag, werd echter door beide partijen opgeëist. Dit leidde tot veel geweld, waardoor meer dan 100.000 inwoners op de vlucht sloegen.

## Inhoud
Er was vooruitgang geboekt in het opzetten van het JBVMM. De creatie van dit mechanisme was onderdeel van het vredesakkoord dat Soedan en Zuid-Soedan in 2011 hadden gesloten. Er was ook momentum gecreëerd tussen de twee partijen. De middels resolutie 2386 (2017) vooropgestelde voorwaarden waren evenwel niet geheel vervuld.
Toch besloot de Veiligheidsraad de uitbreidingen van UNISFA's mandaat die de vredesmacht opdroegen het JBVMM te ondersteunen te verlengen tot 15 oktober 2018. Dit zou de laatste verlenging zijn, tenzij de autoriteiten:
- toestemming gaven voor al UNISFA's lucht- en grondpatrouilles, en alle vluchten vanuit de Veilige Gedemilitariseerde Grenszone (SDBZ) binnen de 72 uur goedgekeurd werden;
- een akkoord bereikten over de vier JBVMM-posten, en het ad hoc-comité van het 14-mijlsgebied bijeen kwam om te beslissen waar de post nabij Safaha/Kiir Adem zou komen;
- het Gezamenlijk Politiek- en Veiligheidsmechanisme (JPSM) ten minste twee keer bijeen zouden roepen en zich terugtrokken uit de SDBZ, waarbij het JPSM toezag op de veiligheid aan de grens tussen Soedan en Zuid-Soedan;[3]
- vooruitgang boekten bij het openen van grensovergangen uit de eerste fase en de overgang tussen Kosti en Renk daadwerkelijk openden;
- twee van de tien andere grensovergangen openden en een plan opstelden voor de overigen;
- de Gezamenlijke Grenscommissie en het Gezamenlijk Afbakeningscomité minstens tweemaal samenriepen en de discussies over de grensafbakening en de betwiste gebieden hervatten.

De vredesmacht telde maximaal 4791 manschappen. Als de ondersteuning van het JBVMM na 15 oktober niet verlengd werd, zou dit aantal worden teruggebracht tot 4250.
Lijst ·  2398 ·  2399 ·  2400 ·  2401 ·  2402 ·  2403 ·  2404 ·  2405 ·  2406 ·  2407 ·  2408 ·  2409 ·  2410 ·  2411 ·  2412 ·  2413 ·  2414 ·  2415 ·  2416 ·  2417 ·  2418 ·  2419 ·  2420 ·  2421 ·  2422 ·  2423 ·  2424 ·  2425 ·  2426 ·  2427 ·  2428 ·  2429 ·  2430 ·  2431 ·  2432 ·  2433 ·  2434 ·  2435 ·  2436 ·  2437 ·  2438 ·  2439 ·  2440 ·  2441 ·  2442 ·  2443 ·  2444 ·  2445 ·  2446 ·  2447 ·  2448 ·  2449 ·  2450 ·  2451